# Павлиний хвост
«Павлиний хвост» — советский рисованный мультипликационный фильм 1946 года по сказке Корнея Чуковского, который создали режиссёры Леонид Амальрик и Владимир Полковников. Объединённые схожими творческими стремлениями, режиссёры нашли собственный стиль.
Третья и заключительная часть мультипликационной трилогии о докторе Айболите по мотивам стихотворных сказок Чуковского. Первые две части — «Лимпопо» (1939) и «Бармалей» (1941). В отличие от них, действие «Павлиньего хвоста» происходит не в Африке.

## Сюжет
Надоело медведю жить с маленьким хвостиком, поэтому он отправился к знаменитому доктору Айболиту. Мишка попросил самый большой и цветастый хвост, который был у врача, — павлиний. Он радовался своей обновке, но когда в лес пришли охотники, оказалось, что не так уж и выгодно иметь такой пёстрый и огромный хвост. Охотники замечают Медведя, угрожают ружьём и связывают его. Но на помощь приезжают Айболит с лесными зверушками и просят вернуть Медведя. Охотники согласны, но требуют взамен большой выкуп. И Зверушки собрали большую гору рябины, земляники, яблок и грибов. Охотники развязывают Медведя и забирают выкуп. Айболит уводит Медведя, и объясняет Медведю, что с таким хвостом он более заметен для охотников.

## Создатели
| режиссёры                 | Леонид Амальрик, Владимир Полковников,                                                                       |
| композитор                | Виктор Оранский                                                                                              |
| художник-постановщик      | Александр Трусов                                                                                             |
| художники-мультипликаторы | Надежда Привалова, Ламис Бредис, Николай Фёдоров, Валентин Лалаянц, Михаил Ботов, Лидия Резцова, Борис Титов |
| художники-декораторы      | Елена Танненберг, Ирина Троянова, Галина Невзорова                                                           |
| оператор                  | Николай Воинов                                                                                               |
| звукооператор             | С. Ренский                                                                                                   |
| ассистент по монтажу      | Александра Фирсова                                                                                           |
| технический ассистент     | И. Кульнева                                                                                                  |
| директор картины          | Н. Цофнас |

## Роли озвучивали
| Актёр                 | Роль           |
| --------------------- | -------------- |
| Леонид Пирогов        | Медведь        |
| Юлия Юльская          | Лиса           |
| Георгий Вицин         | Доктор Айболит |
| Владимир Благообразов | Охотник        |

## Награды и призы
Мультфильм был отмечен призами на кинофестивалях:
- «Гран-при» XVIII МКФ научно-фантастических фильмов в Триесте (Италия), 1947 г.
- Приз VIII МКФ короткометражных и документальных фильмов в Лилле (Франция), 1947 г.